# 洪性志
洪性志（홍성지，1987年8月7日—），韓國圍棋棋手。2001年入段；2002年晉升為二段；2006年晉升為五段；2010年晉升為八段；2013年晉升為九段。

## 國際比賽成績
- 2007年：三星杯16强

## 外部連結
- 韓國棋院「홍성지(洪性志)」 （页面存档备份，存于）